# 國立屏東大學教育學院
國立屏東大學教育學院，簡稱屏大教育學院，是位於國立屏東大學民生校本部的學院。2005年，「國立屏東師範學院」改名「國立屏東教育大學」時，設立教育學院。2014年，國立屏東大學成立時，改名「國立屏東大學教育學院」，以師資培育、各類教育學術和行政專業人才培育、以及在職進修為宗旨，並積極轉型以因應社會變遷及市場化需求，期使以「紮根轉型」邁向精緻專業之多元發展。

## 學院簡史
2005年8月，「國立屏東師範學院」改名為「國立屏東教育大學」，由教育行政研究所、教育科技研究所、教育心理與輔導學系、教育學系、幼兒教育學系、特殊教育學系組成「國立屏東教育大學教育學院」。2009年8月，教育心理與輔導學系調整為師培與非師培雙軌制。2010年8月，教育科技研究所併入資訊科學系，改隸理學院。2013年8月，教育心理與輔導學系轉型為非師培體系。
2014年8月，國立屏東教育大學與國立屏東商業技術學院合併成國立屏東大學時，改名「國立屏東大學教育學院」，原屬屏東教育大學進修暨研究學院之「教育視導與評鑑碩士學位學程」及「文教事業經營碩士在職學位學程」改隸教育學院。「特殊教育中心」，獨立為學校一級單位。2015年8月，諮商中心「社區諮商組」改設隸教育學院，更名為「社區諮商中心」，「特殊教育中心」回歸教育學院。2016年8月，停招教育視導與評鑑碩士學位學程。2021年8月，停招文教事業經營碩士在職學位學程。

## 歷任院長
教大時期
| 任別 | 姓名       | 任期                          | 備註     |
| ---- | ---------- | ----------------------------- | -------- |
| 1    | 陳枝烈博士 | 2005年8月1日 -- 2006年7月31日 | 創院首任 |
| 2    | 陳慶瑞博士 | 2006年8月1日 -- 2008年7月31日 |          |
| 3    | 張慶勳博士 | 2008年8月1日 -- 2011年7月31日 |          |
| 4    | 張慶勳博士 | 2011年8月1日 -- 2014年7月31日 |          |

屏大時期
| 任別 | 姓名       | 任期                          | 備註         |
| ---- | ---------- | ----------------------------- | ------------ |
| 1    | 張慶勳博士 | 2014年8月1日 -- 2017年7月31日 | 屏大時期首任 |
| 2    | 楊智穎博士 | 2017年8月1日 -- 2020年7月31日 |              |
| 3    | 簡成熙博士 | 2020年8月1日 --               | 現任         |

## 系所單位
| 教育學院                     |
| 系所名稱                     |
| 教育行政研究所               |
| 教育心理與輔導學系           |
| 教育學系                     |
| 幼兒教育學系                 |
| 特殊教育學系                 |
| 文教事業經營碩士在職學位學程 |

## 外部連結
- 國立屏東大學教育學院 （页面存档备份，存于）
- 國立屏東大學（页面存档备份，存于）